# Agdistis aberdareana
Agdistis aberdareana is een vlinder uit de familie vedermotten (Pterophoridae). De wetenschappelijke naam van deze soort is voor het eerst geldig gepubliceerd in 1988 door Ernst Arenberger.
De soort komt voor in het Afrotropisch gebied.